# Iroquois Nationals

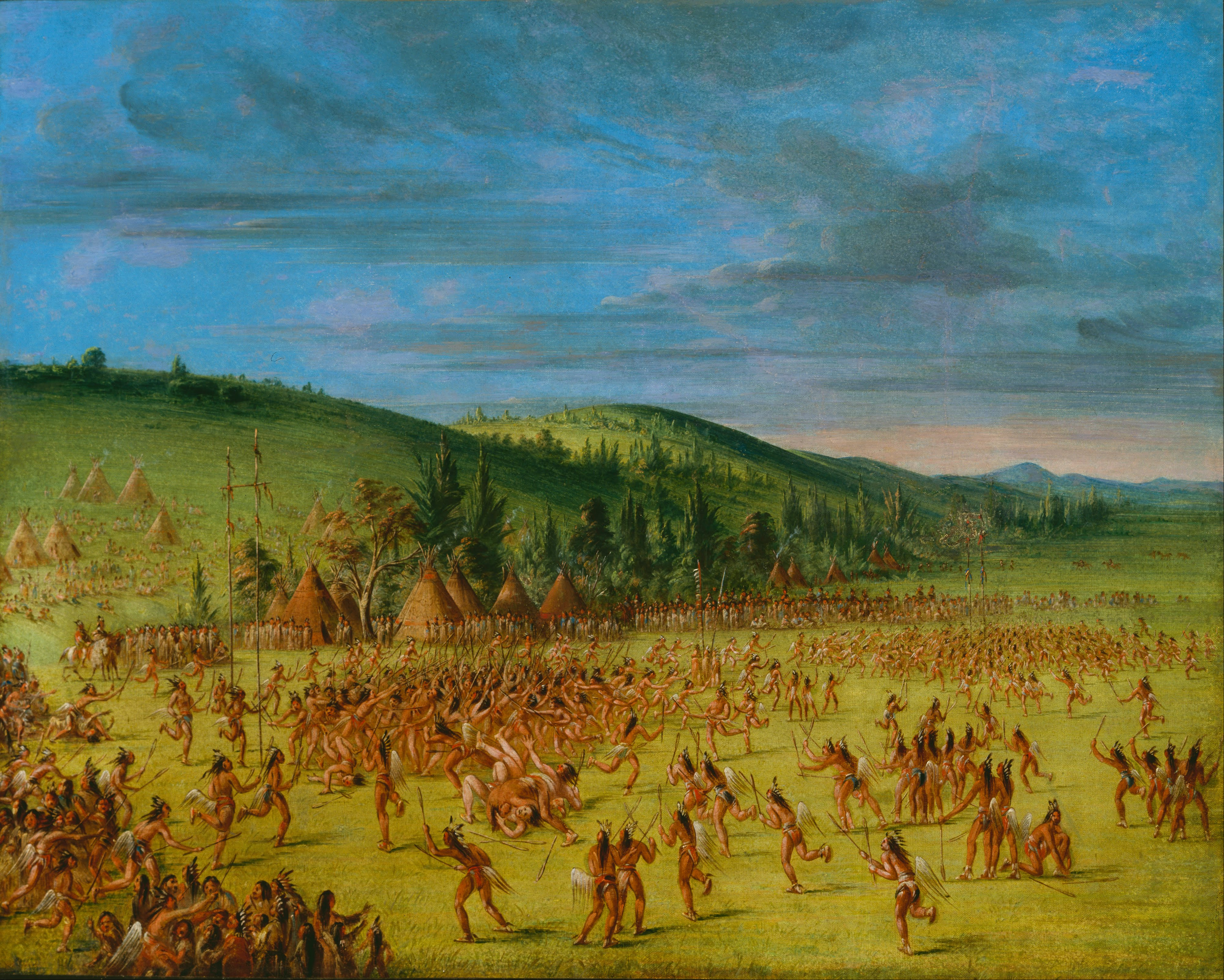
Tewaraathon – Lacrosse als Kriegsvorbereitung

Iroquois Nationals wird die Nationalmannschaft der Irokesen in ihrem Nationalsport Lacrosse genannt. Als einziger Verband, der keinen Nationalstaat repräsentiert, gehören die Irokesen seit 1987 als vollwertiges Mitglied der Federation of International Lacrosse  (FIL) an. Damit sind sie das einzige indigene Volk Amerikas, das in einer Sportart für internationale Meisterschaften zugelassen ist. Die Mannschaft ist heute eines der erfolgreichsten Nationalteams neben den Vereinigten Staaten, Kanada sowie Australien. Das Frauen-Team gehört der International Federation of Women’s Lacrosse Associations an.

## Geschichte

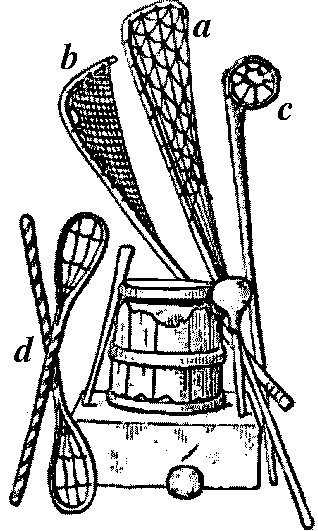
Die nordamerikanischen Stämme spielten mit unterschiedlichen Sticks (a – Irokesen, b – Passamaquoddy, c – Chippewa, d – Cherokee)

Das Spiel Lacrosse geht auf die nordamerikanischen Ureinwohner der Five Nations bzw. Six Nations der Irokesen zurück und ist ein wichtiger Teil der indianischen Kulturtradition. Der Überlieferung nach wurde das Spiel den Irokesen als göttliche Gabe gebracht und hat dementsprechend eine besondere spirituelle Bedeutung.

## Lacrosse bei den Irokesen heute
Erstmals wurde 1983 eine Auswahlmannschaft eingeladen, ein Freundschaftsspiel gegen die kanadische Nationalmannschaft zu bestreiten. In der Folge unternahmen die Irokesen große Anstrengungen, ihren ureigenen Sport für sich zurückzugewinnen und durch internationale Erfolge für die Anerkennung ihrer Souveränität zu werben. So kommt Lacrosse eine große symbolische Bedeutung für das Selbstverständnis der Six Nations zu. Nicht zufällig setzt sich der Grand Council of Chiefs, die Häuptlingsversammlung, fast ausschließlich aus früheren herausragenden Lacrosse-Spielern zusammen.
Die Irokesen leben heute im kanadischen Ontario und an der Nordostküste der Vereinigten Staaten, die Mitglieder der Nationalmannschaften haben also unterschiedliche Staatsangehörigkeiten. Bei Mannschaftsreisen ins Ausland benutzen die Spieler jedoch eigene Pässe der Iroquois Confederacy. Damit spielt die Mannschaft eine wichtige Rolle bei der Anerkennung der First Nations als nationale Einheiten und wird dementsprechend vom Grand Council of Chiefs offiziell unterstützt.
Bei der Lacrosse-Weltmeisterschaft 2010 in Manchester scheiterte eine Teilnahme der Nationalmannschaft an den britischen Zollbehörden, die den Irokesen mit ihrem Pass der Iroquois Confederacy die Einreise verweigerten.
2015 haben die Iroquoi die Lacrosse-Hallenweltmeisterschaft in den beiden US-amerikanischen Städten Buffalo und Syracuse ausgerichtet.

## Erfolge
Bei den Lacrosse-Weltmeisterschaften 1998, 2002 und 2006 wurden die Iroquois Nationals jeweils Vierter, bei den beiden bisher ausgetragenen Hallenweltmeisterschaften 2003, 2007 und 2011 jeweils Vizeweltmeister.
Bei der U-19-Weltmeisterschaft 1999 und 2008 errangen die Irokesen jeweils den dritten Platz.
Bekannte Lacrosse-Spieler der Irokesen sind Brett Bucktooth, Clay Hill, Darris Kilgour, Ken Montour, Craig Point, Delby Powless, Gaylord Powless, Neal Powless, Ross Powless und Michael Thompson, die professionell in der Major League Lacrosse oder Hallenlacrosse in der National Lacrosse League spielen. Der Mittelfeldspieler Bucktooth wurde bei dem Turnier 2006 in eine Weltauswahl gewählt.

## Einzelbelege
1. 1 2 3 4  The Harvard Project on American Indian Economic Development: Honoring Nations: 2002 Honoree. Iroquois Nationals Lacrosse. Haudenosaunee/Iroquois Confederacy: the Mohawk, Oneida, Onondaga, Cayuga, Seneca, and Tuscarora Nations.
2. ↑  Nike Begins Historic Partnership With The Iroquois Nationals Lacrosse Organization (Seite nicht mehr abrufbar, festgestellt im April 2018. Suche in Webarchiven)  Info: Der Link wurde automatisch als defekt markiert. Bitte prüfe den Link gemäß Anleitung und entferne dann diesen Hinweis.
3. ↑  New York Times: Iroquois Defeated by Passport Dispute, 16. Juli 2010
4. ↑   Offizielle Website des Turniers (Memento des Originals vom 15. Februar 2015 im Internet Archive)  Info: Der Archivlink wurde automatisch eingesetzt und noch nicht geprüft. Bitte prüfe Original- und Archivlink gemäß Anleitung und entferne dann diesen Hinweis.